# Amerikaanse auto in 2000
Dit artikel geeft een overzicht van alle Amerikaanse en Australische personenwagens die op de markt kwamen in 2000. De auto's staan alfabetisch gerangschikt per merk.

## Noord-Amerika
| Acura |                  | concern:               | Honda Japan |
| Acura | divisie:         |                        |             |
| Acura | merk:            | Acura Verenigde Staten |             |
| Acura | model:           | CL                     |             |
| Acura | einde productie: | 2005                   |             |
| Acura | productieaantal: | ?                      |             |

| Acura |                  | concern:               | Honda Japan |
| Acura | divisie:         |                        |             |
| Acura | merk:            | Acura Verenigde Staten |             |
| Acura | model:           | MDX                    |             |
| Acura | einde productie: | 2006                   |             |
| Acura | productieaantal: | ?                      |             |

| Avanti |                  | concern:                                                                   | onafhankelijk |
| Avanti | divisie:         |                                                                            |               |
| Avanti | merk:            | Avanti Verenigde Staten                                                    |               |
| Avanti | model:           | Avanti (4e generatie, gebaseerd op de Studebaker Avanti uit de jaren 1960) |               |
| Avanti | einde productie: | 2007                                                                       |               |
| Avanti | productieaantal: | ca. 400                                                                    |               |

| Cadillac |                  | concern:                  | General Motors Verenigde Staten |
| Cadillac | divisie:         |                           |                                 |
| Cadillac | merk:            | Cadillac Verenigde Staten |                                 |
| Cadillac | model:           | DeVille                   |                                 |
| Cadillac | einde productie: | 2005                      |                                 |
| Cadillac | productieaantal: | ?                         |                                 |

| Chevrolet |                  | concern:                   | General Motors Verenigde Staten |
| Chevrolet | divisie:         |                            |                                 |
| Chevrolet | merk:            | Chevrolet Verenigde Staten |                                 |
| Chevrolet | model:           | Malibu                     |                                 |
| Chevrolet | einde productie: | 2004                       |                                 |
| Chevrolet | productieaantal: | ?                          |                                 |

| Chevrolet |                  | concern:                   | General Motors Verenigde Staten |
| Chevrolet | divisie:         |                            |                                 |
| Chevrolet | merk:            | Chevrolet Verenigde Staten |                                 |
| Chevrolet | model:           | Monte Carlo (6e generatie) |                                 |
| Chevrolet | einde productie: | 2007                       |                                 |
| Chevrolet | productieaantal: | ?                          |                                 |

| Chevrolet |                  | concern:                                      | General Motors Verenigde Staten |
| Chevrolet | divisie:         |                                               |                                 |
| Chevrolet | merk:            | Chevrolet Verenigde Staten                    |                                 |
| Chevrolet | model:           | Tahoe (2e generatie; gelijk aan de GMC Yukon) |                                 |
| Chevrolet | einde productie: | 2006                                          |                                 |
| Chevrolet | productieaantal: | ca. 1,1 miljoen                               |                                 |

| Chrysler Dodge Plymouth |                  | concern:                                                                                       | DaimlerChrysler Duitsland |
| Chrysler Dodge Plymouth | divisie:         |                                                                                                |                           |
| Chrysler Dodge Plymouth | merk:            | Chrysler, Dodge en Plymouth Verenigde Staten                                                   |                           |
| Chrysler Dodge Plymouth | model:           | Neon sedan (2e generatie; hetzelfde model werd onder drie merken van DaimlerChrysler verkocht) |                           |
| Chrysler Dodge Plymouth | einde productie: | 2001 (Plymouth), 2005 (Chrysler en Dodge)                                                      |                           |
| Chrysler Dodge Plymouth | productieaantal: | ca. 1 miljoen                                                                                  |                           |

| Chrysler |                  | concern:                                           | DaimlerChrysler Duitsland |
| Chrysler | divisie:         |                                                    |                           |
| Chrysler | merk:            | Chrysler Verenigde Staten                          |                           |
| Chrysler | model:           | PT Cruiser retro-mpv                               |                           |
| Chrysler | einde productie: | 2010                                               |                           |
| Chrysler | productieaantal: | ca. 1,23 miljoen (exclusief de cabriolet uit 2004) |                           |

| Chrysler Dodge |                  | concern: | DaimlerChrysler Duitsland |
| Chrysler Dodge | divisie:         | |                           |
| Chrysler Dodge | merk:            | Chrysler en Dodge Verenigde Staten |                           |
| Chrysler Dodge | model:           | Sebring (Chrysler), Stratus (Dodge) coupé (2e generatie; gebaseerd op de 3e generatie Mitsubishi Eclipse; technisch niet verwant aan de gelijknamige sedan die in 2001 verscheen) |                           |
| Chrysler Dodge | einde productie: | 2005 |                           |
| Chrysler Dodge | productieaantal: | ? |                           |

| Chrysler Dodge |                  | concern: | DaimlerChrysler Duitsland |
| Chrysler Dodge | divisie:         | |                           |
| Chrysler Dodge | merk:            | Chrysler en Dodge Verenigde Staten |                           |
| Chrysler Dodge | model:           | Caravan / Grand Caravan (Dodge), Voyager / Grand Voyager (Chrysler), Town & Country (luxueuzer verlengde variant van Chrysler) mpv (4e generatie; de Grand is de variant met verlengde wielbasis; ook in Europa verkocht als Chrysler Voyager en Grand Voyager; vanwege de stopzetting van Plymouth, werd het basismodel ook in Noord-Amerika als Chrysler verkocht; vanaf 2003 werd de Voyager in Noord-Amerika de Town & Country met korte wielbasis) |                           |
| Chrysler Dodge | einde productie: | 2007 |                           |
| Chrysler Dodge | productieaantal: | ca. 3 miljoen (verkocht in de Verenigde Staten) |                           |

| Dodge |                  | concern:                                                                                 | DaimlerChrysler Duitsland |
| Dodge | divisie:         |                                                                                          |                           |
| Dodge | merk:            | Dodge Verenigde Staten                                                                   |                           |
| Dodge | model:           | Dakota Quad Cab vierdeurpick-up (2e generatie; vierdeurvariant van de tweedeur uit 1996) |                           |
| Dodge | einde productie: | 2004                                                                                     |                           |
| Dodge | productieaantal: | ?                                                                                        |                           |

| Ford |                  | concern:                                                | onafhankelijk |
| Ford | divisie:         |                                                         |               |
| Ford | merk:            | Ford Verenigde Staten                                   |               |
| Ford | model:           | Escape (1e generatie; zustermodel van de Mazda Tribute) |               |
| Ford | einde productie: | 2006                                                    |               |
| Ford | productieaantal: | ?                                                       |               |

| Ford |                  | concern:                                                                          | onafhankelijk |
| Ford | divisie:         |                                                                                   |               |
| Ford | merk:            | Ford Verenigde Staten                                                             |               |
| Ford | model:           | Explorer Sport Trac (1e generatie; pick-up gebaseerd op de 2e generatie Explorer) |               |
| Ford | einde productie: | 2005                                                                              |               |
| Ford | productieaantal: | ?                                                                                 |               |

| Ford |                  | concern:              | onafhankelijk |
| Ford | divisie:         |                       |               |
| Ford | merk:            | Ford Verenigde Staten |               |
| Ford | model:           | Focus 3p/4p/5p/wagon  |               |
| Ford | einde productie: | 2004                  |               |
| Ford | productieaantal: | ?                     |               |

| GMC |                  | concern:                                 | General Motors Verenigde Staten |
| GMC | divisie:         |                                          |                                 |
| GMC | merk:            | GMC Verenigde Staten                     |                                 |
| GMC | model:           | Yukon (badge-engineered Chevrolet Tahoe) |                                 |
| GMC | einde productie: | 2006                                     |                                 |
| GMC | productieaantal: | ?                                        |                                 |

| Pontiac |                  | concern:                 | General Motors Verenigde Staten |
| Pontiac | divisie:         |                          |                                 |
| Pontiac | merk:            | Pontiac Verenigde Staten |                                 |
| Pontiac | model:           | Aztek                    |                                 |
| Pontiac | einde productie: | 2005                     |                                 |
| Pontiac | productieaantal: | ?                        |                                 |

| Pontiac |                  | concern:                 | General Motors Verenigde Staten |
| Pontiac | divisie:         |                          |                                 |
| Pontiac | merk:            | Pontiac Verenigde Staten |                                 |
| Pontiac | model:           | Bonneville               |                                 |
| Pontiac | einde productie: | 2005                     |                                 |
| Pontiac | productieaantal: | ?                        |                                 |

| Saturn |                  | concern:                | General Motors Verenigde Staten |
| Saturn | divisie:         |                         |                                 |
| Saturn | merk:            | Saturn Verenigde Staten |                                 |
| Saturn | model:           | L-Series (L/LW)         |                                 |
| Saturn | einde productie: | 2002                    |                                 |
| Saturn | productieaantal: | ?                       |                                 |

| Saturn |                  | concern:                | General Motors Verenigde Staten |
| Saturn | divisie:         |                         |                                 |
| Saturn | merk:            | Saturn Verenigde Staten |                                 |
| Saturn | model:           | S-Series (SC/SL/SW)     |                                 |
| Saturn | einde productie: | 2002                    |                                 |
| Saturn | productieaantal: | ?                       |                                 |

## Latijns-Amerika
| Chevrolet |                  | concern: | General Motors Verenigde Staten |
| Chevrolet | divisie:         | General Motors do Brasil Brazilië |                                 |
| Chevrolet | merk:            | Chevrolet Verenigde Staten |                                 |
| Chevrolet | model:           | Celta driedeurhatchback (1 generatie; gebaseerd op de 2e generatie Opel Corsa; de vijfdeurhatchback verscheen in 2002 en een cross-overvariant in 2005; de sedanvariant verscheen in 2007 als Prisma) |                                 |
| Chevrolet | einde productie: | 2015 |                                 |
| Chevrolet | productieaantal: | 1,5 tot 2 miljoen (inclusief alle varianten) |                                 |

| Chevrolet |                  | concern:                              | General Motors Verenigde Staten |
| Chevrolet | divisie:         | General Motors do Brasil Brazilië     |                                 |
| Chevrolet | merk:            | Chevrolet Verenigde Staten            |                                 |
| Chevrolet | model:           | Zafira (badge-engineered Opel Zafira) |                                 |
| Chevrolet | einde productie: | 2005                                  |                                 |
| Chevrolet | productieaantal: | ?                                     |                                 |

## Australië
| Holden |                  | concern:                                                                                                   | General Motors Verenigde Staten |
| Holden | divisie:         | |                                 |
| Holden | merk:            | Holden Australië                                                                                           |                                 |
| Holden | model:           | Astra sedan (4e generatie; badge-engineered 2e generatie Opel Astra; de hatchback verscheen reeds in 1998) |                                 |
| Holden | einde productie: | 2005 |                                 |
| Holden | productieaantal: | ? |                                 |

| Toyota |                  | concern:                                                                | onafhankelijk |
| Toyota | divisie:         | Toyota Australia Australië                                              |               |
| Toyota | merk:            | Toyota Japan                                                            |               |
| Toyota | model:           | Avalon sedan (gebaseerd op de 1e generatie Amerikaanse Avalon uit 1994) |               |
| Toyota | einde productie: | 2005                                                                    |               |
| Toyota | productieaantal: | 43.723 (verkocht in Australië)                                          |               |